# Josef Dabernig

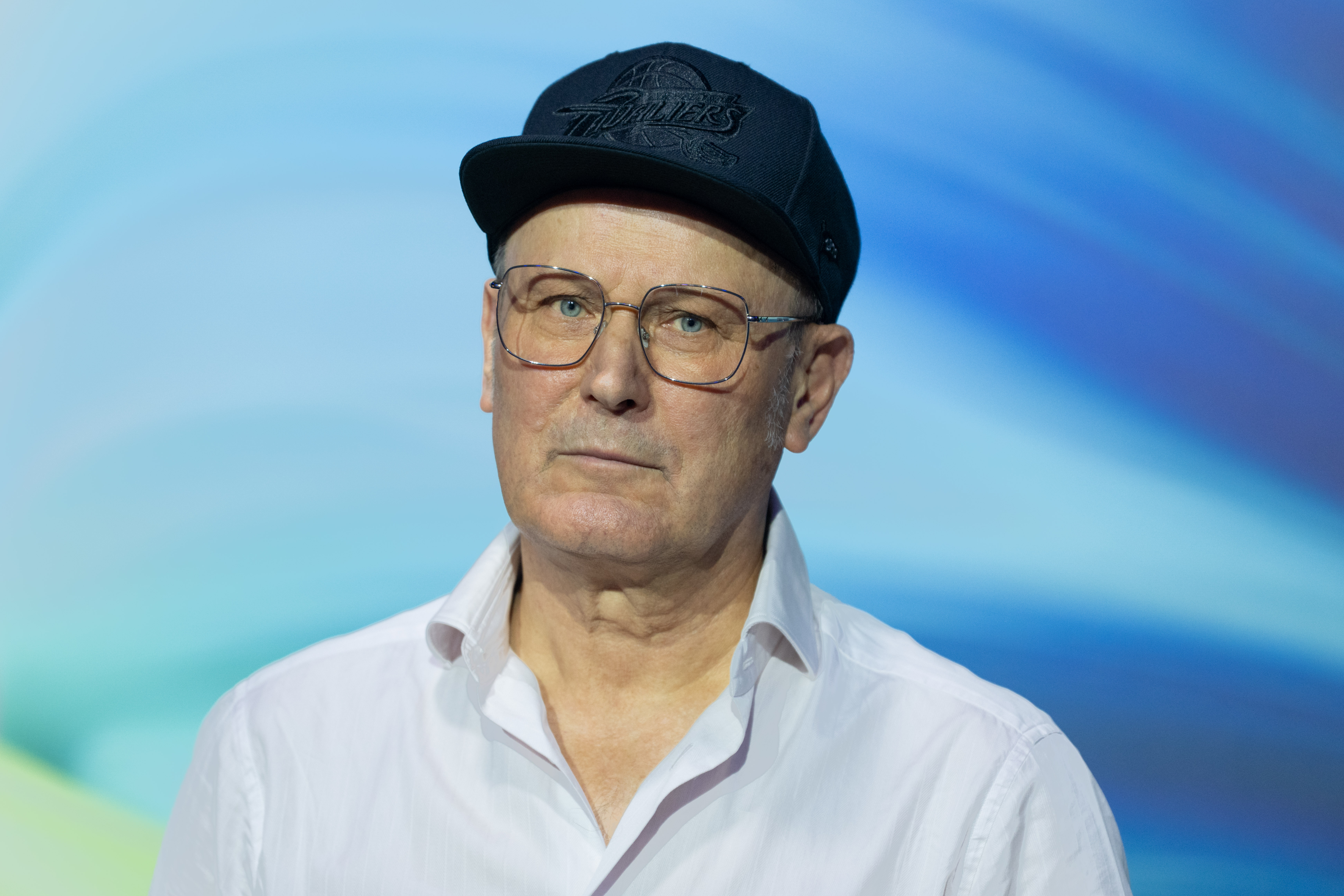
Josef Dabernig (2025)

Josef Dabernig (* 1956 in Kötschach-Mauthen) ist ein österreichischer Künstler und Filmemacher.

## Leben
Josef Dabernig studierte von 1975 bis 1981 an der Akademie der bildenden Künste Wien bei Ferdinand Welz (Medaillenkunst und Kleinplastik) und Joannis Avramidis (Bildhauerei). Nach dem Studium löste sich sein bildhauerischer Begriff sukzessive in verschiedenen Medien auf.
Seit 1996 produziert Dabernig regelmäßig Kurzfilme und ist mit diesen sowohl im Festivalkino als auch im Ausstellungsbetrieb präsent. Seine erste Monografie mit dem Titel Dabernig Josef: Film, Foto, Text, Objekt, Bau thematisiert das Ausdruckvokabular des Künstlers auf Basis einer konzeptuellen Interaktion innerhalb medialer Vielfalt.
Josef Dabernigs Arbeiten waren an Ausstellungen wie der Manifesta 3, Ljubljana, der Biennale di Venezia (2001 und 2003), aber auch an den renommierten Filmfestivals in Locarno (2002 und 2008), London (2009), Mar del Plata (2007), Melbourne (2001), Oberhausen (2006, 2009 und 2014), Rotterdam (2000) und Toronto (2006 und 2009) zu sehen.
Dabernigs Arbeiten befinden sich in zahlreichen öffentlichen Sammlungen, wie der Albertina (Wien), ARTEAST 2000+ Collection (Ljubljana), Centre Pompidou (Paris), Kontakt. The Art Collection of Erste Bank Group (Wien), MAK – Österreichisches Museum für angewandte Kunst / Gegenwartskunst (Wien), MUMOK Museum Moderner Kunst Stiftung Ludwig (Wien), Musée d’art moderne de la Ville de Paris, Muzeum Sztuki Nowoczesnej w Niepołomicach (Kraków), National Museum of Contemporary Art (Bukarest), Neue Galerie Graz und Österreichische Galerie Belvedere (Wien).

## Auszeichnungen
- 2002 Preis der Stadt Wien für Bildende Kunst
- 2007 Würdigungspreis für Bildende Kunst des BMUKK.
- 2025 Nominierung für den Österreichischen Filmpreis 2025 in der Kategorie Bester Kurzfilm

## Filmografie (Auswahl)

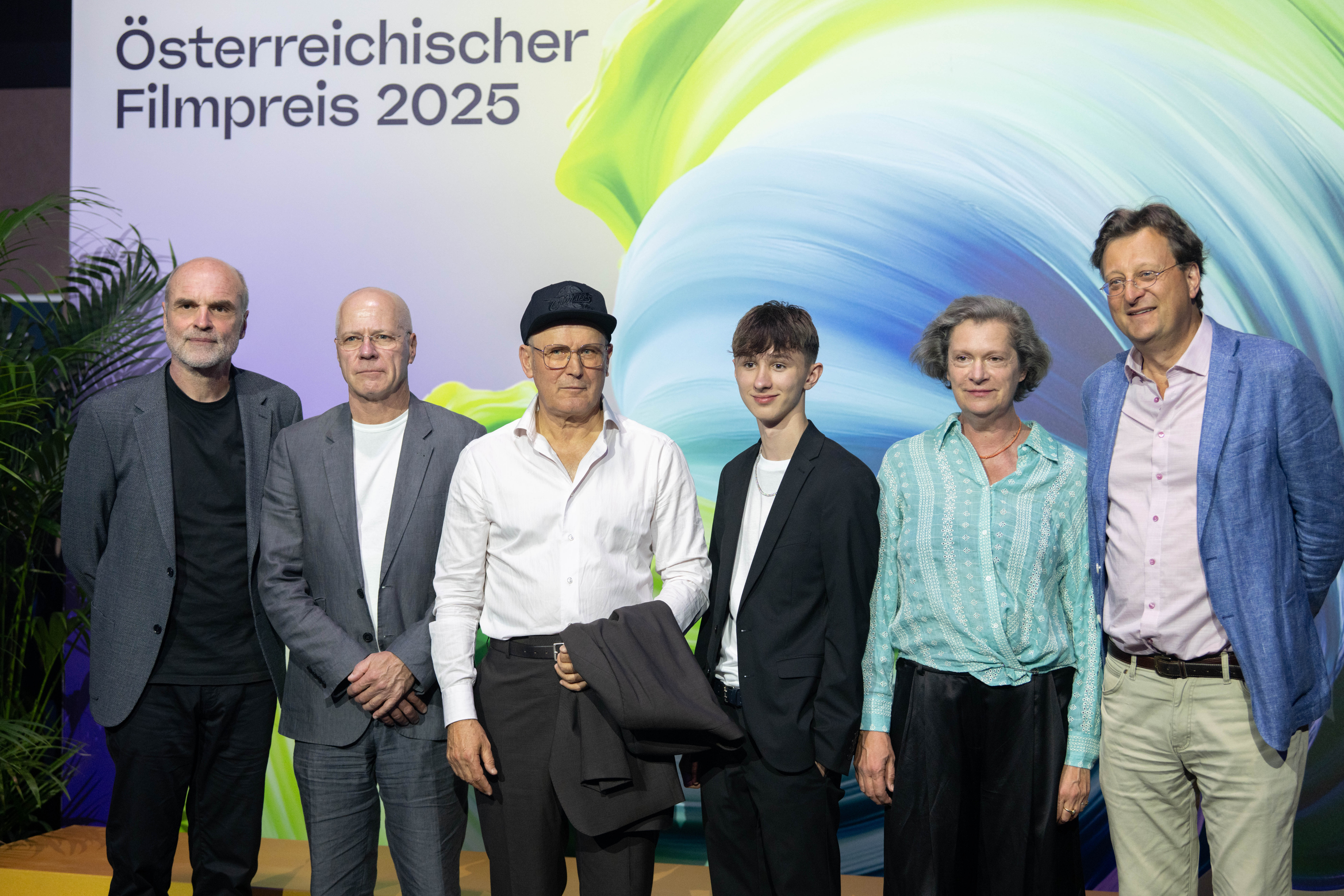
Filmteam Lacrimosa bei der Verleihung Österreichischer Filmpreis 2025. V. l. n. r.: Michael Palm, Christian Giesser, Josef Dabernig, Otto Dabernig, Johanna Orsini-Rosenberg und Bruno Pellandini

- 2013: River Plate (Kurzfilm)
- 2024: Lacrimosa

## Ausstellungen

### Einzelausstellungen
- 2014: Josef Dabernig: Rock the Void., Museum Moderner Kunst Stiftung Ludwig Wien.[6]
- 2010: Josef Dabernig. Excurses on Fitness, MAK – Österreichisches Museum für angewandte Kunst / Gegenwartskunst, Wien.
- 2008: Josef Dabernig / Deimantas Narkevičius – Spielregeln, Kunstraum Lakeside, Klagenfurt (mit Deimantas Narkevičius).
- 2007: Josef Dabernig, Galerie Andreas Huber, Wien.
- 2006: Josef Dabernig – Film, Foto, Text, Objekt, Bau, Galerie im Taxispalais, Innsbruck.
- 2006: Josef Dabernig (feat. G.R.A.M. and Markus Scherer), MNAC – The National Museum of Contemporary Art, Bukarest.
- 2005: Josef Dabernig – Film, Fotografia, Tekst, Obiekt, Konstrukcja, Bunkier Sztuki, Krakau.
- 2005: Dabernig, Josef: Film, Foto, Text, Objekt, Bau, Galerie für Zeitgenössische Kunst, Leipzig.
- 2004: Josef Dabernig – Otto Zitko, Moravskà galerie und Na bidýlku, Brno (mit Otto Zitko).
- 2004: Proposal for a New Kunsthaus, not further developed, Grazer Kunstverein.
- 2003: Josef Dabernig (feat. G.R.A.M. and Markus Scherer), Museo Laboratorio di Arte Contemporanea, Università degli studi di Roma.
- 2003: Fade In, BAK – basis voor actuele kunst, Utrecht.
- 2002: Pause for a moment, Galeria Priestor, Bratislava (mit Roman Ondak).
- 2002: Josef Dabernig (feat. G.R.A.M. and Markus Scherer), CAC – Contemporary Art Center, Vilnius.
- 2001: Josef Dabernig – Wisla/Jogging, Galerie Display, Praha.
- 1997: Josef Dabernig – Berlinführer, Künstlerhaus Bethanien, Berlin.
- 1996: Josef Dabernig – Montage-System, Neue Galerie am Landesmuseum Joanneum, Graz.
- 1994: Josef Dabernig, Galeria Potocka, Kraków.
- 1993: Josef Dabernig – 2x2x6 3x12+3x10 11+2x12+3x10, Atelier beim Ambrosi-Museum, Österreichische Galerie Belvedere, Wien.
- 1993: Josef Dabernig – 4x6+3x3+2x2+1=38; Kärntner Landesgalerie, Klagenfurt.
- 1992: Josef Dabernig, Wiener Secession, Wien.
- 1987: Josef Dabernig – Serie AB,F, Wiener Secession, Wien.
- 1987: Josef Dabernig – Zeichnungen und Reliefs, Forum Stadtpark, Graz.
- 1987: Josef Dabernig – Florin Kompatscher – Suse Krawagna, Kunstverein für Kärnten, Klagenfurt (mit Florin Kompatscher und Suse Krawagna).

### Teilnahme an Gruppenausstellungen (Auswahl)
- 2009: The Death of the Audience, Wiener Secession, Wien.
- 2008: Once is Nothing, Brussels Biennial 1.
- 2008: Transformation of Histories or Parallel History, 6. Gyumri Biennial.
- 2006: Why Pictures Now, MUMOK, Wien.
- 2005: De ma fenêtre, des artistes et leurs territoires, Ecole nationale supérieure des beaux-arts, Paris.
- 2004: Dass die Körper sprechen, auch das wissen wir seit langem.*, Generali Foundation, Wien.
- 2003: Individual Systems, 50. Biennale di Venezia, Venedig.
- 2002: Videodrome II, New Museum of Contemporary Art, New York.
- 2001: Platea dell’umanità, 49. Biennale di Venezia, Venedig.
- 2001: Ausgeträumt..., Wiener Secession, Wien.
- 2000: Manifesta 3; Ljubljana.

## Publikationen
- Christine Kintisch (Hrsg.): Josef Dabernig, Handschriftliche Kopien / handwritten copies ... Band 8 der BAWAG Foundation Edition, kuratiert von Brigitte Huck. Verlegt im Rahmen der Christoph Keller Editions bei JRP. Ringier Kunstverlag AG, Zürich 2008, ISBN 978-3-03764-006-7.
- Barbara Steiner (Hrsg.): Dabernig, Josef. Film, Foto Text Objekt, Bau. Mit Texten von Silvia Eiblmayr, Christian Kravagna, Matthias Michalka, Barbara Steiner und Igor Zabel. Verlag der Buchhandlung Walther König, Köln 2005, ISBN 3-88375-976-7.
- Eva Maria Stadler (Hrsg.): Josef Dabernig. Proposal for a New Kunsthaus, not further developed. Mit einem Text von Christian Kravagna. Grazer Kunstverein, 2004.
- Josef Dabernig. Wiener Secession. (Ausstellungskatalog). Mit Texten von Josef Dabernig, Christian Kravagna und Adolf Krischanitz. Wien 1992, ISBN 3-900803-54-4.

### Artikel
- Bird, Michael: Echoes of glory. in: The Diplomat, Bukarest. Juni 2006, Vol.2, No. 5
- Buchhart, Dieter: Josef Dabernig. Ordnungssysteme. in: Kunstforum International Bd. 183, Dezember 2006 – Februar 2007.
- Dusini, Matthias: Josef Dabernig. Galerie Andreas Huber, Vienna; Frieze, issue 112, January-February 2008.
- Grzonka, Patricia: Systeme bürokratischer Systeme. in: kunstbulletin 9/2004.
- Kravagna, Christian: Standardaufgaben und Grundsatzfragen, in: architektur 2/1999.
- Narusyte, Agne: Perspektiven der Männlichkeit. in: Siaures atenai, Vilnius, August 2002, Nr. 29 (615).
- Picard, Andréa: In a Matter of Time: Josef Dabernig; CinemaScope, issue 28, 2006.
- Schöllhammer, Georg: Fahren, stehen, fahren. automatic, Parking, Rosa coeli. Drei neue Filme von Josef Dabernig. in: springerin 2/03.
- Weber, Gerald: Die Kunst des Moments. in: Sonnenaufgang – Österreichisches Kino der Gegenwart, Filmarchiv Austria, 2002.